# City Girls
City Girls — американский женский хип-хоп-дуэт из Майами, штат Флорида. Образован в 2017 году в составе Янг Майами (англ. Yung Miami) (наст. имя Caresha Romeka Brownlee, род. 11 февраля 1994) и Джей Ти (англ. JT) (наст. имя Jatavia Shakara Johnson, род. 3 декабря 1992).

## История
Янг Майами и Джей Ти были знакомы и дружили с детства. В августе 2017 года они записали свой первый студийный трек под названием «Fuck Dat Nigga». В песне был использован семпл из вульгарного хита Кайи «My Neck, My Back (Lick It)» 2002 года. Девушки продвигали свой трек через социальные сети и платили диджеям, чтобы те ставили его в клубах. На City Girls обратили внимание на лейбле Quality Control, который подписал с ними контракт и выпустил их трек на своём сборнике Control the Streets, Volume 1 (2017). Этот сборник хорошо продавался. Он занял пятое место в альбомном чарте Billboard 200 и возглавил чарт Top R&B/Hip-Hop Albums. В январе 2018 года на «Fuck Dat Nigga» был выпущен видеоклип. В видео можно увидеть рэпершу Трину, которая является другом семьи Янг Майами.
В мае 2018 года City Girls выпустили свой дебютный микстейп Period, который в том же месяце достиг 16 места в чарте для новых исполнителей Top Heatseekers. Журнал Rolling Stone поставил альбом на 26-е место в своём рейтинге лучших хип-хоп-альбомов 2018 года.
Широкую же известность дуэт приобрёл летом 2018 года, после выхода альбома канадского певца Дрейка Scorpion. City Girls принимали участие в записи трека «In My Feelings». Эта песня возглавила чарт Billboard Hot 100 и держалась на первом месте в течение десяти недель, поставив несколько рекордов. В июле Джей Ти попала в тюрьму по обвинению в мошенничестве с кредитными картами. В клипе на «In My Feelings» её уже нет, а Юнг Майами танцует в майке с надписью «Свободу Джей Ти». Джей Ти была осуждена на два года.
В конце августа 2018 года о City Girls вышел небольшой документальный фильм «Point Blank Period», а в ноябре вышел дебютный альбом под названием Girl Code. Альбом достиг 55 места в альбомном чарте Billboard 200. Два сингла с альбома попали в чарт Billboard Hot 100. «Twerk», который был записан при участии Карди Би, занял 29-е место, а «Act Up» — 26-е. Помимо Карди Би гостями альбома стали Lil Baby и Jacquees. Джей Ти же провела в тюрьме 15 месяцев, когда в октябре 2019 года её режим был смягчён и она была переведена в «Дом на полпути» (англ. Halfway house). Это учреждение с нестрогим режимом, где заключённые проходят реабилитацию. Окончательно девушка была освобождена в марте 2020 года.
В различных интервью Янг Майами, говоря о втором альбоме дуэта, рассказывала, что будет ждать выхода из тюрьмы своей подруги, прежде чем начать его запись. Выход нового альбома планировался на весну 2020 года, но по неизвестным причинам релиз в это время не состоялся. Многие музыканты в этот период откладывали свои релизы из-за начавшейся пандемии коронавируса. 19 июня 2020 года второй студийный альбом City Girls под названием City on Lock утёк в интернет. Через несколько часов после этого инцидента Джей Ти сообщила, что расстроена этой ситуацией и объявила, что сегодня же в полночь альбом выйдет официально. Гостями на новом альбоме стали Yo Gotti, Doja Cat, Lil Durk и Lil Baby. В альбомном чарте альбом добрался до 29 места. На треки «Jobs», «Pussy Talk» с Doja Cat и «Flewed Out» с Lil Baby были сняты видеоклипы.
Официально не издававшаяся, но утёкшая в интернет ещё в 2020 году песня «Twerkulator», неожиданно, в марте 2021 года, стала вирусной в TikTok. В таком виде песня не могла быть издана, поскольку содержала неочищенный семпл композиции «Planet Rock» диджея Afrika Bambaataa. Песня была доделана и выпущена 21 мая, а вначале июля вышло видео на неё.
1 июля 2022 года вышла совместная песня City Girls и Ашера «Good Love». 21 июля 2022 года на HBO Max начался сериал «Настоящий рэп», вдохновлённый историей City Girls, который продержался два сезона. 20 октября 2023 года вышел третий альбом дуэта RAW (сокращение от Real Ass Whores). На альбоме присутствовала сольная песня Джей Ти «No Bars». Помимо Ашера с «Good Love», гостями на альбоме стали Lil Durk, Muni Long, Juicy J и Ким Петрас. Альбом ждал коммерческий провал. Девушки занялись сольными проектами. Янг Майами в интервью в начале июня 2024 года сообщила, что их совместная музыка больше не работает. 19 июля Джей Ти выпустила свой дебютный сольный микстейп City Cinderella.

## Личная жизнь
Янг Майами — мать двоих детей. В июне 2020 года она сообщила через социальные сети, что был застрелен Джей Уиггинс, её бывший парень и отец её 6-летнего сына. В 2019 году Янг Майами родила дочь от продюсера Southside.

## Дискография
Студийные альбомы:
- Girl Code (2018)
- City on Lock (2020)
- RAW (2023)

Микстейпы:
- Period (2018)

## Награды и номинации
| Премия                          | Год  | Номинант                       | Категория                  | Результат | Ссылка |
| ------------------------------- | ---- | ------------------------------ | -------------------------- | --------- | ------ |
| BET Awards                      | 2019 | дуэт                           | лучшая группа              | Номинация | [ 30 ] |
| BET Awards                      | 2019 | дуэт                           | лучший новый артист        | Номинация | [ 30 ] |
| BET Hip Hop Awards              | 2019 | «Twerk» (при участии Карди Би) | лучшее хип-хоп видео       | Номинация | [ 31 ] |
| BET Hip Hop Awards              | 2019 | «Act Up»                       | сингл года                 | Номинация | [ 31 ] |
| BET Social Awards               | 2019 | дуэт                           | Issa Wave                  | Победа    | [ 32 ] |
| Billboard Music Awards          | 2019 | дуэт                           | лучшая рэп-исполнительница | Номинация | [ 33 ] |
| Nickelodeon Kids’ Choice Awards | 2020 | дуэт                           | любимый прорыв             | Номинация | [ 34 ] |